# Somerville (Massachusetts)
Somerville város az USA Massachusetts államában. Lakosainak száma 81 045 fő (2020. április 1.).

## Népesség
A település népességének változása:
| Lakosok száma | 3540 | 75 754 | 81 045 |
|               | 1850 | 2010   | 2020   |